# تطوان

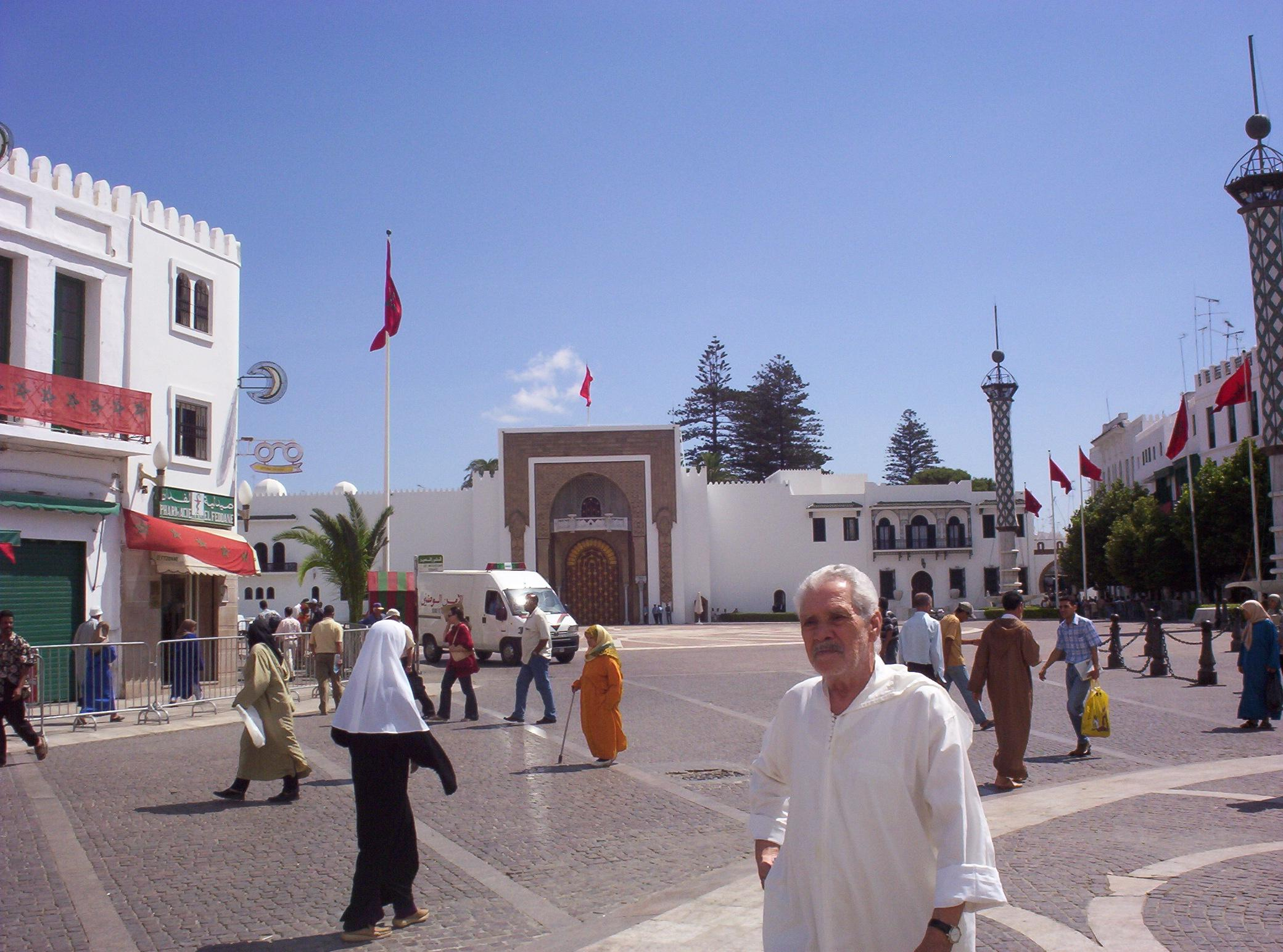
شهر تطوان

تِطوان از شهرهای تاریخی کشور مراکش است.
سلطان محمد شیخ وطاسی در سدهٔ ۱۵ به یاری مهاجران اندلسی بنای این شهر را گسترش داد.
عربی زبان رسمی مراکش است و در تطوان هم همین‌طور است اما عربی رسمی به عنوان زبان گفتار در مراکش کاربرد ندارد بلکه گویش مراکشی عربی (مشهور به درجه) و زبان آمازیغ (بربر) در زندگی روزمره استفاده می‌شود.
اسپانیایی و فرانسوی هم هنوز رواج زیادی دارند به‌ویژه توسط تخبگان و بازرگانان. دین اکثریت مردم تطوان اسلام است اما اقلیت‌های یهودی و مسیحی نیز در این شهر زندگی می‌کنند.

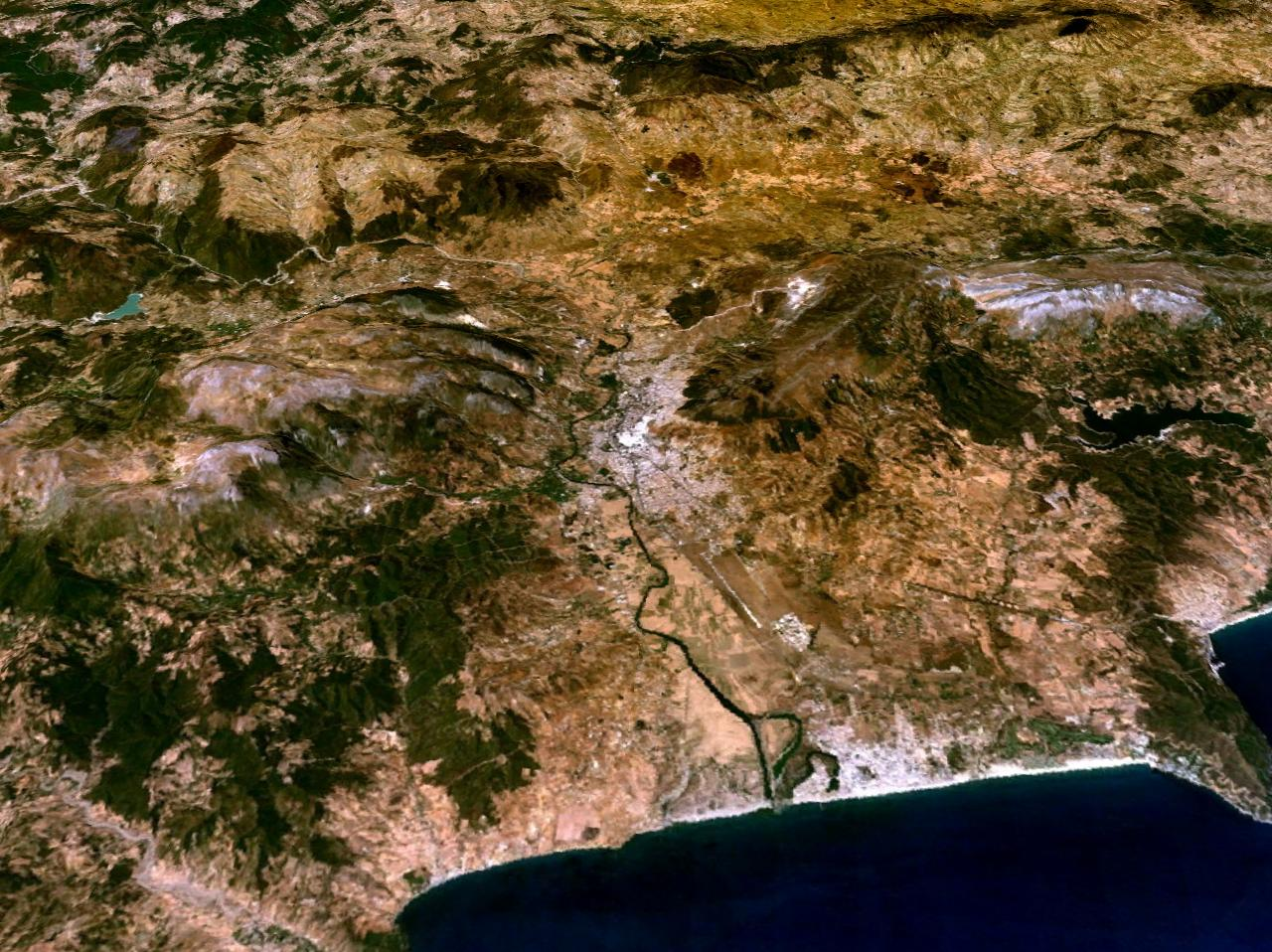
دید ماهواره‌ای از تطوان

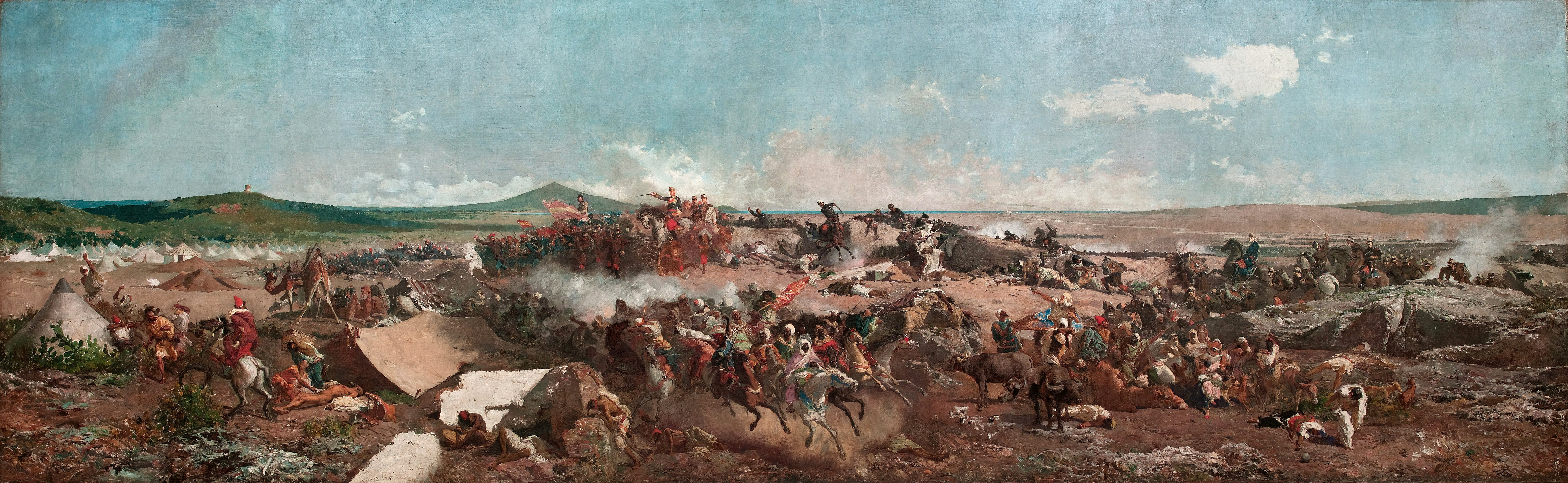
نبرد تطوان، بخشی از لشکرکشی لئوپولدو اودونل اسپانیایی به مراکش